# Torneo de Viña del Mar 2012
El Torneo de Viña del Mar (VTR Open) es un torneo de tenis que se juega en arcilla. El año 2010 retornó a Santiago; pero debido a la baja afluencia de espectadores, los organizadores decidieron trasladar el torneo nuevamente a Viña del Mar, luego del acuerdo que firmaron junto al municipio de esa ciudad. Fue la 19° edición oficial del torneo. Se realizó entre el 28 de enero y el 5 de febrero.

## Campeones

### Individuales masculino
Juan Mónaco venció a  Carlos Berlocq por 6-3, 6-7(1), 6-1

### Dobles masculino
Frederico Gil /  Daniel Gimeno Traver vencieron a  Pablo Andújar /  Carlos Berlocq por 1-6, 7-5, 12-10